# 放牛地蔵

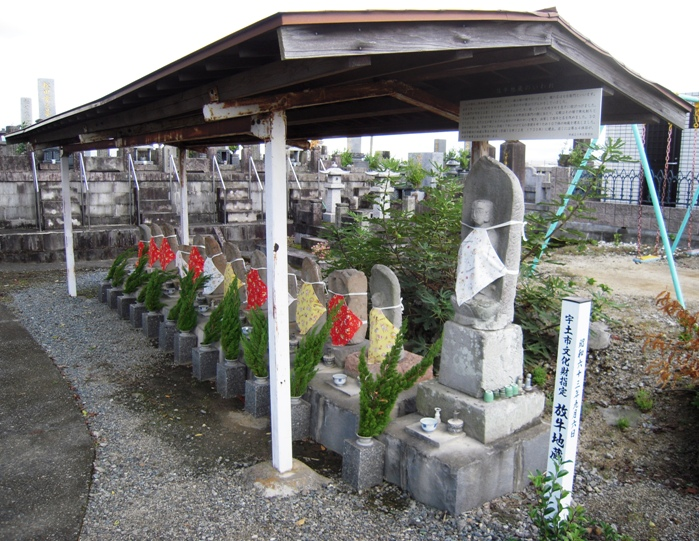
西安寺 (宇土市)の放牛地蔵

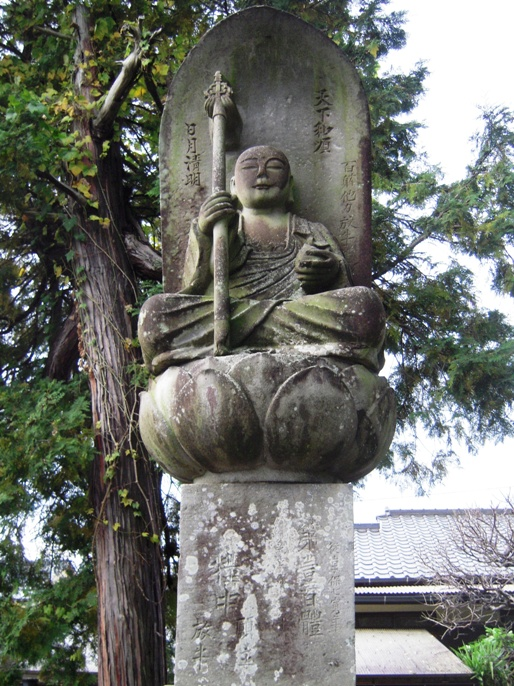
往生院 (熊本市)の放牛地蔵

放牛地蔵（ほうぎゅうじぞう、ほうぎゅじぞう）とは、肥後国の僧放牛（? - 享保17年）が享保7年（1722年）から同17年（1732年）にかけて作った石仏（地蔵、阿弥陀、観音、釈迦、薬師、混合仏を含む）。最初に制作されたものは熊本市田迎町にある。像には放牛という名前と他力という言葉と何体目かを銘している。また、道歌が彫られている場合もある。道路の分岐点とか、街角などに置かれ、市民から信仰され、よく保存されている。2021年2月現在で熊本市を中心に107体が確認されている。

## 制作年
享保7年 2体、8年 7体、9年 12体、10年 10体、11年 4体、12年 6体、13年 18体、14年 18体、15年 12体、16年 16体、17年 8体

## 番号の有無
有番号 110、無 8

## 地域別（平成6年 既発見の103体）
熊本市 65、旧飽託郡 19、菊池郡 7、上益城郡 4、鹿本郡 3、玉名郡 2、下益城郡 1、宇土郡 1、阿蘇郡 1

## 百体目
全高186センチ、2段の上に蓮華座、その上に右手に錫杖、左手に宝珠を持つ地蔵座像が乗っている。仏体の上方に 百體他方放牛 天下和順 日月清明 上段の台石に 従 享保七寅年 第壱百體 訖 享保十七年子年 講中 願主 放牛

## 信仰
熊本県大百科事典によると歯痛、いぼが治り、母乳の出がよくなるとある。

## 放牛孝子説
熊本市がたてた説明文によると、五代細川綱利公の頃、城下に貧しい鍛冶職の親子が住んでいた。父七左衛門は生来の大酒飲みの上怠け者であったが、子供は評判の孝行息子であった。或る日（貞享三年一月四日）酒のことで腹を立て、息子に向って投げつけた火吹竹が表を通りかかった武士 大矢野源左衛門に当ってしまった。そのまま父親は恐れ逃げ出した為、激怒した大矢野は父親を追い掛け討ち果たした。息子は悲嘆やるかたなく仏門に入り名を放牛と改めて「十年間に百体の石仏を建立して父の菩提を弔わん」と発願し、百七体の石仏を建立して、その大願を達成した。大願成就の100体目は熊本市池田にある往生院 (熊本市)という寺にあり、特に大きい。貞享三年正月四日の御奉行所日記は兄弟喧嘩の末とある。
放牛研究者の永田日出男は、刻まれた文字などから、孝子説を否定、当時の社会事情、飢饉などが関係していると説く。

## 放牛の歌
- 銀もちも 穴のはたまで ちがえども それからさきは 同じ土くれ（第19体目）
- 花はくれない 柳はみどり 人の心に ふりゃいらぬ（第89体目）
- いう人も いわれる我も 諸共に ただひとときの 夢のまぼろし（第75体目）
- 三界の 衆生をのせる 放れ牛 ほとけまいりの 人をみちびく（第38、67、71、73、74体目）
- 放牛は 湯屋の如く 世上の人は 入りての ごとし（第14体目）
- 盗人も とらるるわれも もろともに 同じ蓮の うてななるらむ（第22体目）
- 過去よりも 未来に通る 一休み 雨降らば降れ 風吹かば吹け（第3体目）
- 世の中は 風に木の葉の 裏表 どうなりこうなり どうなりこうなり（第29体目）
- ゆめの世に またまぼろしの 身がいきて うつつにかよう ひともまたある（第36体目）
- 地獄のさたも 法がする とかく仏も 心ほどひからず（第36体目）
- 人々は 飴か砂糖か 甘草か 弥陀は苦いが 口にいわねど（第60体目）
- 世をすくう 心も我も あるものを かりの姿は さもあらばあれ（第20体目）
- 人とわば 山も川とも 答うべし 心ととはば いかにこたえん（第24体目）
- 神ほとけ おがまぬさきに おやおがめ おやにましたる ほとけ世になし（第41、44、51体目）
- おやのまへ ふこうの身にて 神仏 たすけたまへと いうぞおかしき（第92体目）
- 世の中は 火宅ときけど とにかくに つながぬ牛の 身こそやすけれ（第44体目）

## 放牛の遺品
- 蓮台寺の石仏の台石
- 浄専寺の水盤
- 光永寺（往生院の隣）の石臼
- 放牛の道しるべ
- 木彫恵比寿

## 放牛の墓
- 熊本市横手5丁目四方池台、熊本警察本部第2別館（現在空地）の東の墓地にある。道路から案内あり。
- 「享保十七 壬子天 石仏百七体施主 釈放牛墓 十一月八日横手村中建之」[9]

## 放牛地蔵一覧表
| 制作番号 | 所在地                                                           | 地蔵の種類                                                                   | 製作年その他の特徴                                                           |
| -------- | ---------------------------------------------------------------- | ---------------------------------------------------------------------------- | ---------------------------------------------------------------------------- |
| 1        | 熊本市南区田迎小前                                               | 地蔵座像両手で宝珠                                                           | 享保7年5月、道歌（どうか）あり。                                             |
| 2        | 熊本市南区近見町18                                               | 地蔵立像両手で宝珠をもつ                                                     | 享保7年9月、台石に仏説延命地蔵経の一節を彫ってある                           |
| 3        | 熊本市中央区白川左岸長六橋と泰平橋の堤防脇の小公園               | 地蔵立像                                                                     | 享保8年卯、道歌あり                                                          |
| 4        | 未発見                                                           | 未発見                                                                       | 未発見                                                                       |
| 5        | 熊本市西区春日花岡山登山道                                       | 地蔵立像、両手の宝珠                                                         | 8年5月、道歌あり                                                             |
| 6        | 熊本市西区池田往生院内                                           | 地蔵立像両手は合掌                                                           | 享保8年7月、道歌あり                                                         |
| 7        | 熊本市中央区坪井4丁目宗心寺                                      | 右手の錫杖、左手に宝珠                                                       | 道歌あり                                                                     |
| 8        | 熊本市西区島崎6丁目琵琶崎待老院西側墓地と5丁目墓地               | 地蔵立像と阿弥陀如来立像                                                     | 享保8年12月、道歌あり                                                        |
| 9        | 熊本市西区春日3丁目地蔵堂                                        | 阿弥陀立像                                                                   | 享保9年2月                                                                   |
| 10       | 熊本市中央区九品寺1丁目旧藩死刑場跡                              | 地蔵立像                                                                     | 戦災で消滅                                                                   |
| 11       | 未発見                                                           | 未発見                                                                       | 未発見                                                                       |
| 12       | 未発見                                                           | 未発見                                                                       | 未発見                                                                       |
| 13       | 熊本市西区春日3丁目地蔵堂                                        | 両手に宝珠を持つ地蔵立像                                                     | 甲5月13年忌とある                                                            |
| 14       | 熊本市中央区室園2丁目室園往還                                    | 両手に宝珠を持つ地蔵立像                                                     | 享保9甲辰5月、道歌あり                                                       |
| 15       | 熊本市中央区京町1丁目愛染院内                                    | 釈迦如来立像                                                                 | 元旧道にあり道路改修で移動                                                   |
| 16       | 熊本市中央区細工町4丁目宗禅寺                                    | 仏体はなく台石のみ                                                           | 享保9年甲辰年                                                                |
| 17       | 熊本市西区金峰山大将陣                                           | 両手に宝珠を持つ地蔵立像                                                     | 享保8月                                                                      |
| 18       | 熊本市北区清水町辰昇寺                                           | 両手に宝珠をもつ地蔵立像                                                     | 道歌あり                                                                     |
| 19       | 熊本市中央区水前寺4丁目渡瀬地蔵堂                                | 戦災で破壊したので新しくした                                                 | 台に道歌あり                                                                 |
| 20       | 熊本市中央区紺屋町3丁目下河原公園地蔵堂                          | 右手に幡、左手に宝珠                                                         | 道歌あり                                                                     |
| 21       | 熊本市西区松尾町鶯観音堂                                         | 聖観音立像                                                                   | 道歌あり                                                                     |
| 22       | 熊本市西区池田1丁目池田八幡宮前                                  | 両手に宝珠をもった地蔵立像                                                   | 享保10年正月、道歌あり                                                       |
| 23       | 熊本市北区楠原の三叉路                                           | 両手に宝珠を抱く地蔵立像                                                     | 享保10年7月                                                                  |
| 24       | 熊本市南区護藤                                                   | 阿弥陀如来立像                                                               | 歌があるが読めない                                                           |
| 25       | 熊本市西区横手4丁目四方池公民館                                  | 両手に宝珠をもつ地蔵立像                                                     | 享保10年8月、道歌あり                                                        |
| 26       | 熊本市中央区黒髪7丁目宇留毛三軒茶屋                              | 両手で香炉を持つ11面観音菩薩立像                                             | 歌と銘文はない                                                               |
| 27       | 熊本市中央区長六橋下流白川左岸                                   | 両手に宝珠をもつ地蔵立像                                                     | 台石はない                                                                   |
| 28       | 熊本市西区蓮台寺2丁目10-1 蓮台寺の境内                           | 未発見                                                                       | 台石のみあり 道歌あり                                                        |
| 29       | 熊本市中央区大江1丁目善行寺                                      | 両手の宝珠をもつ地蔵立像                                                     | 道歌あり                                                                     |
| 30       | 熊本市北区町下硯川(A)と熊本市西区田崎本町 田崎陸橋の墓地(B)      | 釈迦如来(A)右手に錫杖左手に宝珠を持つ地蔵座像(B)                             | 享保11年正月(B)、道歌あり(A)                                                 |
| 31       | 熊本市北区北迫三叉路                                             | 右手に錫杖左手の宝珠を持つ地蔵立像                                           | 享保11年7月、8名の設立者名があり                                             |
| 32       | 熊本市北区梶尾三叉路                                             | 両手に宝珠を持つ地蔵立像                                                     | 享保11年9月、男7名女7名の建立者名あり                                        |
| 33       | 熊本市西区横手町四方池                                           | 石冠をつけた阿弥陀如来立像                                                   | 和歌があるが読めない                                                         |
| 34       | 熊本市西区池田町池亀町                                           | 両手の宝珠をもつ地蔵立像                                                     | 他力願主放牛34体目とあるのみ                                                 |
| 35       | 阿蘇郡南阿蘇村                                                   | 阿弥陀如来立像                                                               | 道歌あり、昭和60年発見                                                       |
| 36       | 熊本市北区植木町向坂                                             | 両手に宝珠を捧げる地蔵立像                                                   | 享保12年5月、道歌あり                                                        |
| 37       | 未発見                                                           | 未発見                                                                       | 未発見                                                                       |
| 38       | 熊本市西区横手町東四方池                                         | 両手に宝珠をもつ地蔵立像                                                     | 享保12年6月、道歌あり                                                        |
| 39       | 熊本市西区二本木3丁目官寺旧道の墓地                              | 薬師如来坐像                                                                 | 9月、願主放牛とある                                                          |
| 40       | (A)菊池市泗水町北田島三叉路と(B)熊本市西区河内町大多尾の薬師堂前 | (A)は両手に宝珠を捧げた地蔵立像(B)も同様                                     | (A)右わいふ（菊池）、享保13年2月                                             |
| 41       | 熊本市西区河内町岩下                                             | 傘石で仏体はない、唯一の角塔婆                                               | 道歌あり、落合道標を兼ねている                                               |
| 42       | 熊本市中央区段山町井芹川畔にあったが戦災で紛失                   | 不明                                                                         | 不明                                                                         |
| 43       | 熊本市中央区迎町1丁目地蔵堂                                      | 両手の宝珠をもつ地蔵立像                                                     | 薩摩街道と日向往還の分かれ道                                                 |
| 44       | 熊本市北区清水本町竹迫往還                                       | 両手合掌型の地蔵立像                                                         | 享保13年4月、道歌あり                                                        |
| 45       | 熊本市中央区琴平2丁目の地蔵堂                                    | 空襲で破壊され、蓮華座と両足が残る                                           | 享保13年5月とあった                                                          |
| 46       | 熊本市中央区新屋敷1丁目金剛寺本堂右側堂内にあった                | 地蔵立像であったが戦災で消滅、                                               | 道歌があった、享保13年6月                                                    |
| 47       | 熊本市中央区黒髪2丁目菊池往還、済々黌近く                        | 両手に宝珠を持つ地蔵立像                                                     | 享保13年7月、道歌あり                                                        |
| 48       | 熊本市西区春日2丁目ブロック作りの堂宇                            | 阿弥陀如来座像                                                               | 享保13年9月、台石ないが、その記録が残存                                      |
| 49       | 熊本市北区飛田                                                   | 両手に宝珠をもつ地蔵立像                                                     | 享保13年9月、これより右わいふ(菊池）ひだり、きのとある                       |
| 50       | 菊池市泗水町                                                     | 両手に宝珠をもつ地蔵立像                                                     | 右に熊本、左に50体、放牛とある                                               |
| 51       | 菊池市七城町加恵                                                 | 両手に宝珠を持つ地蔵立像                                                     | 享保13年9月、道歌あり                                                        |
| 52       | 未発見                                                           | 未発見                                                                       | 未発見                                                                       |
| 53       | 熊本市中央区琴平本町四つ角の地蔵堂                               | 両手に宝珠をもつ地蔵立像                                                     | これより右みふね（御船)、53体とある                                          |
| 54       | 熊本市西区池田1丁目                                              | 両手に宝珠を持つ地蔵立像                                                     | 享保14年正月、20メートル移動している                                         |
| 55       | 未発見                                                           | 未発見                                                                       | 未発見                                                                       |
| 56       | 熊本市中央区迎町長六橋を渡った白川左岸                           | 地蔵立像                                                                     | 道歌あり。白川改修で場所を変えた                                             |
| 57       | 熊本市中央区小沢町聖光寺の小堂                                   | 両手の宝珠をもつ地蔵立像                                                     | 享保14歳3月とある                                                            |
| 58       | 熊本市西区春日2丁目                                              | 両手に宝珠をもつ地蔵立像                                                     | 享保14酉天とある                                                             |
| 59       | 菊池市七城町水島                                                 | 両手に宝珠をもつ11面観音と阿弥陀如来の混合仏                                 | 右わいふと道しるべ                                                           |
| 60       | 熊本市中央区下河原泰平橋白川右岸より熊本市西区蓮台寺町に移動     | 左手に宝珠、右手に錫杖をもつ地蔵座像                                         | 享保14年2月、中央に講中、道歌あり                                            |
| 61       | 未発見                                                           | 未発見                                                                       | 未発見                                                                       |
| 62       | 熊本市南区八幡町川尻神社鳥居脇                                   | 両手に宝珠をもつ地蔵立像                                                     | 享保14年8月、台石に講中とある                                                |
| 63       | 熊本市西区河内町清田                                             | 両手の宝珠をもつ地蔵立像                                                     | 享保14年8月願主放牛とある                                                    |
| 64       | 熊本市南区富合町木原・木原不動尊石段の右                         | 両手の宝珠をもつ地蔵立像                                                     | 享保14年9月                                                                  |
| 65       | 合志市野々島矢具神社前                                           | 両手の宝珠をもつ地蔵立像                                                     | 享保14年9月、『観無量寿経』からの道歌あり                                    |
| 66       | 菊池郡菊陽町原水聞光寺観音堂                                     | 左手の宝珠、右手の錫杖をもつ地蔵立像                                         | 享保14年9月講中、別の所から移動                                              |
| 67       | 熊本市中央区坪井5丁目                                            | 被爆して仏像はないが台石あり                                                 | 享保14年10月、道歌あり                                                       |
| 68       | 熊本市西区熊本駅西側田崎踏切にあった                             | 紛失した                                                                     | 紛失した                                                                     |
| 69       | 熊本市中央区本荘2丁目春日説教所山門脇の小堂                      | 両手の宝珠をもつ地蔵立像                                                     | 享保14年10月、道歌あり                                                       |
| 70       | 知足寺にあったが戦災で消滅                                       | 消滅                                                                         | 消滅                                                                         |
| 71       | 熊本市西区池田1丁目岩立                                          | もとは如意輪観音像（現在は別の仏体あり）                                     | 享保14年12月、（文献）道歌あり                                               |
| 72       | 玉名郡玉東町原倉本町地蔵堂                                       | 両手の宝珠をもつ地蔵立像で上欠損                                             | 享保15年正月;昔は吉次峠にあった平成2年に発見                                 |
| 73       | 熊本市西区横手3丁目産女水                                        | 阿弥陀如来座像                                                               | 享保15年2月、道歌があったが読めない。文献にはある                            |
| 74       | 熊本市北区植木町内村岩をくりぬいた中                             | 阿弥陀如来座像                                                               | 享保15年3月、道歌あり                                                        |
| 75       | 菊池市西合志町黒石老人憩いの家                                   | 両手の宝珠をもつ地蔵立像                                                     | 享保15年3月、道歌あり                                                        |
| 76       | 玉名郡長洲町名石宮                                               | 両手で宝珠をもつ地蔵立像                                                     | 享保15年4月、みえないが道歌があった、地蔵祭りあり                            |
| 77       | 上益城郡益城町古閑                                               | 両手に宝珠をもつ地蔵立像                                                     | 享保15年5月、水田あり、高速道路の代金で地蔵祭りがある                        |
| 78       | 熊本市西区池田1丁目71体の右                                      | 空爆で蓮華座のみ                                                             | 享保15年3月                                                                  |
| 79       | 熊本市西区春日3丁目地蔵堂                                        | 地蔵立像                                                                     | 道歌あり                                                                     |
| 80       | 熊本市北区釜尾の穴地蔵、岸壁を穿った                             | 地蔵立像                                                                     | 享保戌9月とある                                                              |
| 81       | 山鹿市菊鹿町寺田                                                 | 両手の宝珠をもつ地蔵立像                                                     | 享保15年9月、昭和48年発見                                                    |
| 82       | 熊本市西区薄場町                                                 | 右手に未敷蓮華、左手は掌を上に向け右手の添えた聖観音像                       | 道歌あり、地蔵祭あり                                                         |
| 83       | 宇土市松原町西安寺                                               | 両手に宝珠をもつ地蔵立像                                                     | 享保15年12月道歌あり、昭和61年発見                                           |
| 84       | 熊本市西区河内町野出                                             | 両手に宝珠をもつ地蔵立像                                                     | 享保16年正月、昭和58年発見                                                   |
| 85       | 熊本市西区松尾町近津                                             | 両手の宝珠をもつ地蔵立像                                                     | 享保16年正月                                                                 |
| 86       | 熊本市西区島崎2丁目高島墓地                                      | 阿弥陀如来座像                                                               | 享保16年2月                                                                  |
| 87       | 熊本市南区川尻町大渡児童公園                                     | 阿弥陀如来座像                                                               | 享保16年3月昭和57年発見、祭りあり                                            |
| 88       | 熊本市西区高橋町天社大明神境内                                   | 両手の宝珠をもつ地蔵立像                                                     | 享保16年4月、講中とある                                                      |
| 89       | 熊本市西区戸坂町公民館前                                         | 11面観音立像、首から継いである                                               | 享保16年5月、道歌あり                                                        |
| 90       | 熊本市中央区小沢町西福寺の山門左の小堂                           | 右手に錫杖、左手の数珠をもつ地蔵立像、放牛地蔵のなかで最も高い               | 享保16年                                                                     |
| 91       | 熊本市西区池上町                                                 | 阿弥陀如来座像                                                               | 享保16年6月、戦争で一部破損、井芹川改修で移動                                |
| 92       | 熊本市中央区大江町4丁目是法神社境内                              | 観音と地蔵の混合仏                                                           | 享保16年5月、道歌あり                                                        |
| 93       | 熊本市東区画図町中ノ瀬                                           | 両手の宝珠をもつ地蔵座像                                                     | 享保16年7月                                                                  |
| 94       | 熊本市北区小塚                                                   | 両手の宝珠をもつ地蔵立像                                                     | 享保16年、道歌あり、5畝の田圃の収穫で地蔵祭をおこなった                      |
| 95       | 熊本市東区戸島町北向                                             | 両手に宝珠をもつ地蔵座像                                                     | 享保16年9月、講中とある                                                      |
| 96       | 熊本市北区秋鯰                                                   | 頭は観音、手印は阿弥陀如来立像                                               | 享保16年10月、道歌あり                                                       |
| 97       | 熊本市西区河内町黒石                                             | 地蔵座像でこの像だけが岩座                                                   | 道歌あり、昭和57年発見                                                       |
| 98       | 上益城郡山都町畑上畑地蔵坂上                                     | 両手の宝珠をもつ地蔵立像                                                     | 享保16年11月、田をもち、祭祀をおこなう。昭和50年発見                         |
| 99       | 熊本市西区池上町谷尾崎の山中                                     | 阿弥陀如来坐像                                                               | 享保16年11月、道歌あり                                                       |
| 100      | 熊本市西区池田2丁目往生院内                                      | 2段の台石の上に蓮華座、左手に宝珠、右手の錫杖の地蔵座像、下段から2.8メートル | 第百體享保17年                                                               |
| 101      | 未発見                                                           | 未発見                                                                       | 未発見                                                                       |
| 102      | 熊本市西区河内町東門寺共同墓地                                   | 首から下が阿弥陀如来、上が観音菩薩立像                                       | 享保17年4月、道歌あり                                                        |
| 103      | 上益城郡嘉島町鯰光恩寺前                                         | 両手に宝珠をもつ地蔵立像                                                     | 享保17年4月、道歌は不分明、昭和49年発見、放牛祭あり                          |
| 104      | 熊本市南区近見                                                   | 台石だけで放牛地蔵2体分の基礎石として使用されている                          | 昭和45年発見                                                                 |
| 105      | 熊本市西区稗田町稗田観音堂前                                     | 両手で宝珠をもつ地蔵立像                                                     | 享保17年8月                                                                  |
| 106      | 熊本市北区津之浦町津浦公民館                                     | 両手で宝珠をもつ地蔵立像                                                     | 享保17年9月                                                                  |
| 107      | 上益城郡益城町谷川公民館前                                       | 両手に宝珠をもつ地蔵立像                                                     | 享保17年10月、道歌あり                                                       |
| その他   | 無番号で8体あり春日町その他                                      | 地蔵立像、座像、11面観音など                                                 | 一部に享保11年他は記載なし                                                   |
| 放牛の墓 | 熊本市西区横手5丁目四方池台墓地                                  | 2重の台石の上に僧形座像、右手に錫杖、左手に数珠                              | 享保17年 石仏百七体施主、釈放牛墓、11月8日、横手村中建之とある。昭和13年発見 |